# Décimo Haterio Agripa
Décimo Haterio Agripa (en latín, Decimus Haterius Agrippa) (c. 10 a. C.-32 d. C.) fue un senador romano que desarrolló su carrera política a caballo entre finales del siglo I a. C y el primer tercio del siglo I, bajo los imperios de Augusto y Tiberio.

## Familia y carrera
Haterio Agripa era hijo del orador y senador Quinto Haterio. 
Fue un tribuno de la plebe en 15 y vetó propuestas; dos años después, en 17, ante el fallecimiento del pretor Lucio Vipstano Galo fue favorecido por Germánico y Druso, al ser pariente del primero, para adelantar su carrera sustituyéndolo; de todas formas, al año siguiente, en 18, fue elegido pretor peregrino.
A finales de 21, cuando ya era consul designatus para el año siguiente, intervino en el Senado para que se condenase al caballero Cluvio Rufo, delatado por escribir un poema en honor del difunto Druso.
Por último, en 22, fue elegido cónsul. Agripa instó al emperador Tiberio a nominar a una cantidad limitada de candidatos políticos para cada familia.
En 32, intervino contra los cónsules del año anterior Tras este proceso, cayó en desgracia frente a Tiberio y Tácito lo describe como somnolente y entregado a noches de crápula, pero sin la maldad de Tiberio.
Murió en 32, víctima del reinado de terror de Tiberio.
Se casó con Domicia, hija de Antonia la Mayor y Lucio Domicio Enobarbo. Su único hijo fue Quinto Haterio Antonino, cónsul ordinarius en 53, bajo su pariente Nerón.